# Aftenpragtstjerne
Aftenpragtstjerne (Silene latifolia), ofte skrevet aften-pragtstjerne, er en én- eller flerårig, 20-50 centimeter høj plante i limurt-slægten. Arten er udbredt i Europa, Nordafrika og Nordasien. Den er indført til Nordamerika. Blomsterne er store og hvide. De er sammenrullede om dagen og åbner sig om aftenen. Planten er tvebo.

## Forekomst i Danmark
I Danmark er aftenpragtstjerne temmelig almindelig på strandvolde, affaldspladser, i markskel og langs veje. Den blomstrer her mellem juni og september.